# أتاناس إيلييف
أتاناس إيلييف (بالبلغارية: Атанас Илиев) هو لاعب كرة قدم بلغاري في مركز الهجوم، ولد في 9 أكتوبر 1994 في دوبريتش في بلغاريا. لعب مع نادي تشيرنو مور فارنا ونادي دوبرودزا دوبريتش.

## وصلات خارجية
- أتاناس إيلييف على موقع الاتحاد الدولي (مؤرشف)  (الإنجليزية)
- أتاناس إيلييف على موقع الاتحاد الأوربي (الإنجليزية)
- أتاناس إيلييف على موقع قاعدة بيانات كرة القدم.إي يو (الإنجليزية)
- أتاناس إيلييف على موقع ناشيونال فوتبول تيمز (الإنجليزية)
- أتاناس إيلييف على موقع Soccerway.com (الإنجليزية)